# Wereldbeker schaatsen 2010/2011 - Wereldbeker 1
De Wereldbeker schaatsen 2010/11 Wereldbeker 1  was de openingswedstrijd van het Wereldbekerseizoen die van 12 tot en met 14 november 2010 plaatsvond in het Thialfstadion in Heerenveen, Nederland.

## Tijdschema
| Datum       | Tijd      | Onderdeel                                                         |
| ----------- | --------- | ----------------------------------------------------------------- |
| 12 November | 16:30 MET | 1ste 500 m vrouwen 1ste 500 m mannen 1000 m mannen 1000 m vrouwen |
| 13 November | 13:45 MET | 2de 500 m vrouwen 1500 m mannen 3000 m vrouwen                    |
| 14 November | 13:00 MET | 2de 500 m mannen 1500 m vrouwen 5000 m mannen                     |

## Nederlandse deelnemers
| Afstand | Geslacht | Deelnemers, A- of B-groep | Deelnemers, A- of B-groep | Deelnemers, A- of B-groep | Deelnemers, A- of B-groep | Deelnemers, A- of B-groep | Deelnemers, A- of B-groep | Deelnemers, A- of B-groep | Deelnemers, A- of B-groep | Deelnemers, A- of B-groep | Deelnemers, A- of B-groep |
| ------- | -------- | ------------------------- | ------------------------- | ------------------------- | ------------------------- | ------------------------- | ------------------------- | ------------------------- | ------------------------- | ------------------------- | ------------------------- |
| 1e 500m | Mannen   | Ronald Mulder             | A                         | Jan Smeekens              | A                         | Stefan Groothuis          | A                         | Jacques de Koning         | B                         | Hein Otterspeer           | B                         |
| 1e 500m | Vrouwen  | Margot Boer               | A                         | Laurine van Riessen       | A                         | Marianne Timmer           | A                         | Marrit Leenstra           | A                         | Thijsje Oenema            | A                         |
|         |          |                           |                           |                           |                           |                           |                           |                           |                           |                           |                           |
| 2e 500m | Mannen   | Simon Kuipers             | B                         | Jan Smeekens              | A                         | Stefan Groothuis          | A                         | Jacques de Koning         | A                         | Hein Otterspeer           | B                         |
| 2e 500m | Vrouwen  | Margot Boer               | A                         | Laurine van Riessen       | A                         | Marianne Timmer           | A                         | Marrit Leenstra           | A                         | Thijsje Oenema            | A                         |
|         |          |                           |                           |                           |                           |                           |                           |                           |                           |                           |                           |
| 1000m   | Mannen   | Simon Kuipers             | A                         | Stefan Groothuis          | A                         | Jan Bos                   | A                         | Hein Otterspeer           | A                         | Mark Tuitert              | A                         |
| 1000m   | Vrouwen  | Marrit Leenstra           | A                         | Margot Boer               | A                         | Laurine van Riessen       | A                         | Natasja Bruintjes         | A                         | Ireen Wüst                | A                         |
|         |          |                           |                           |                           |                           |                           |                           |                           |                           |                           |                           |
| 1500m   | Mannen   | Simon Kuipers             | A                         | Mark Tuitert              | A                         | Stefan Groothuis          | A                         | Wouter Olde Heuvel        | A                         | Rhian Ket                 | A                         |
| 1500m   | Vrouwen  | Ireen Wüst                | A                         | Marrit Leenstra           | A                         | Laurine van Riessen       | A                         | Ingeborg Kroon            | A                         | Margot Boer               | A                         |
|         |          |                           |                           |                           |                           |                           |                           |                           |                           |                           |                           |
| 5000m   | Mannen   | Bob de Vries              | A                         | Wouter Olde Heuvel        | A                         | Jorrit Bergsma            | A                         | Robert Bovenhuis          | A                         | Bob de Jong               | A                         |
| 3000m   | Vrouwen  | Ireen Wüst                | A                         | Jorien Voorhuis           | A                         | Marije Joling             | A                         | Irene Schouten            | A                         | Moniek Kleinsman          | A                         |

De beste Nederlander per afstand is vet gezet

## Podia

### Mannen
| Afstand:        | Goud:                        | Tijd    | Zilver:                    | Tijd    | Brons:                       | Tijd    |
| 500 m (vrijdag) | Joji Kato Japan              | 34,85   | Lee Kang-seok Zuid-Korea   | 35,00   | Lee Kyou-hyuk Zuid-Korea     | 35,01   |
| 500 m (zondag)  | Keiichiro Nagashima Japan    | 34,97   | Joji Kato Japan            | 35,01   | Lee Kang-seok Zuid-Korea     | 35,10   |
| 1000 m          | Shani Davis Verenigde Staten | 1.08,40 | Stefan Groothuis Nederland | 1.08,51 | Simon Kuipers Nederland      | 1.08,68 |
| 1500 m          | Shani Davis Verenigde Staten | 1.45,04 | Simon Kuipers Nederland    | 1.45,48 | Mark Tuitert Nederland       | 1.45,95 |
| 5000 m          | Bob de Jong Nederland        | 6.17,32 | Ivan Skobrev Rusland       | 6.18,96 | Wouter Olde Heuvel Nederland | 6.20,93 |

### Vrouwen
| Afstand:         | Goud:                       | Tijd    | Zilver:                 | Tijd    | Brons:                    | Tijd    |
| 500 m (vrijdag)  | Jenny Wolf Duitsland        | 38,02   | Lee Sang-hwa Zuid-Korea | 38,30   | Margot Boer Nederland     | 38,39   |
| 500 m (zaterdag) | Jenny Wolf Duitsland        | 38,17   | Margot Boer Nederland   | 38,54   | Nao Kodaira Japan         | 38,77   |
| 1000 m           | Christine Nesbitt Canada    | 1.15,84 | Margot Boer Nederland   | 1.16,50 | Ireen Wüst Nederland      | 1.16,75 |
| 1500 m           | Christine Nesbitt Canada    | 1.56,00 | Ireen Wüst Nederland    | 1.57,35 | Marrit Leenstra Nederland | 1.57,68 |
| 3000 m           | Stephanie Beckert Duitsland | 4.04,38 | Cindy Klassen Canada    | 4.07,19 | Kristina Groves Canada    | 4.08,01 |